# KAIST
De KAIST, een afkorting van Korea Advanced Institute of Science and Technology (Koreaans: 한국과학기술원), is een Zuid-Koreaanse onderzoeksuniversiteit gevestigd in Daejeon.
KAIST ontstond in 1981 door een fusie van het Korea Advanced Institute of Science (KAIS) en het Korea Institute of Science and Technology (KIST).